# Виллар, Пьер де
Маркиз Пьер де Виллар (фр. Pierre de Villars; 1623, Париж — 20 марта 1698, там же) — французский генерал и дипломат, отец маршала Виллара.

## Биография
Сын Клода де Виллара, сеньора де Ла-Шапеля, барона де Мокла, и Шарлотты Луве де Ногаре-Ковиссон.
Сеньор де Ла-Шапель, барон де Мокла, Сарра, Ревран и Ориоль, именовавшийся маркизом де Вилларом.
30 июля 1652 во время Фронды отметился участием в знаменитой дуэли герцогов Немура и Бофора, в ходе которой убил секунданта последнего графа д'Эрикура, с которым не был знаком и которого впервые встретил. Был вынужден спасаться бегством и смог вернуться в Париж благодаря покровительству принца де Конти.
Первый дворянин Палаты принца де Конти (1654), сопровождал принца в Каталонской армии, при осаде и взятии Вильфранша, помощи Росасу, осаде и взятии Пюисерды, мыса Кьер, Кастильона, Кадани (1655).
Был при осаде Валансьена и бою под этим городом (1656), Проявил большую храбрость. 20 октября был произведен в генерал-лейтенанты королевских армий и закончил кампанию в армии маршала Тюренна.
25 апреля 1657 направлен в Италию в армию принца Конти, служил при оказании помощи Валенце и взятии замков Варас и Нови.
В 1667 году сопровождал короля в Нидерландах при взятии Ата, осаде и взятии Турне, Дуэ и Лилля. 7 февраля 1668 был назначен губернатором Безансона, возвращенного Испании по условиям Ахенского мира 2 мая. От губернаторства в Дуэ был отставлен из-за происков государственного секретаря военных дел Лувуа, врага маршала Бельфона, на тетке которого Виллар был женат.
Найдя покровителя в лице государственного секретаря иностранных дел Юга де Лиона в 1668 году был направлен чрезвычайным послом в Вену, где получил первую аудиенцию 13 сентября, затем был послан в том же качестве в Испанию, откуда вернулся в октябре 1669.
21 октября 1671 был снова отправлен чрезвычайным послом в Испанию. Прибыл в Мадрид 14 декабря. 7 апреля 1676 направлен чрезвычайным послом в Савойю, прибыл в Турин 6 июля и вернулся во Францию в марте 1679. 30 апреля того же года снова отправился в Испанию, откуда вернулся в январе 1682. На франко-испанской границе у него произошла стычка с возвращавшимся из Парижа испанским послом, слуги которого внезапно напали на французов. Завязался бой, в котором пришлось участвовать обоим дипломатам и в котором были убитые с обеих сторон.
За доблесть Виллара при дворе прозвали Орондатом, по имени героя популярного в то время галантного романа Мадлен де Скюдери Кир. В мемуарах современников сообщалось, что мадам де Ментенон в молодости не была безразлична к красоте Орондата; во всяком случае, она проявляла к нему неизменное расположение.
6 мая 1683 направлен чрезвычайным послом в Данию, 7-го стал государственным советником от дворянства шпаги. Вернулся из Дании в январе 1685.
31 декабря 1688 был пожалован Людовиком XIV в рыцари орденов короля, что вызвало недовольство в свете, так как маркиза считали недостаточно знатным для этого отличия. Мадам де Севинье в письме мадемуазель де Гриньян 3 января 1689 рассказывает как во время процессии рыцарей ордена Святого Духа господа Виллар и Моншеврёй зацепились друг за друга шпагами, лентами и кружевами. 9 февраля 1692 был назначен почетным рыцарем герцогини Шартрской.
Умер в Париже и был погребен в церкви кармелитов в пригороде Сен-Жак. Не обогатившийся на королевской службе Пьер де Виллар был вынужден для поддержания своего положения при дворе распродать значительную часть своих владений.
Герцог де Сен-Симон пишет о Вилларе, что тот был внуком секретаря суда в Куандриё, «был очень хорош собой и прекрасно сложен, (…) храбр, отлично владел оружием и уже в молодые годы стяжал себе известность отчаянного дуэлянта», благодаря чему герцог Немурский закрыл глаза на его невысокое происхождение и принял в свою свиту. «Он даже счел его достойным быть секундантом в дуэли со своим шурином месье де Бофором, который его убил; Виллар же одержал верх над своим противником. Смерть герцога вынудила его вернуться к себе, однако оставался он там недолго, и вскоре его взял в свою свиту месье принц де Конти, недавно отказавшийся от духовного сана».
По словам Сен-Симона, принц де Конти, будучи уродливым и хилым, страдал от насмешек своего брата Великого Конде, а потому решил отличиться, вызвав на дуэль герцога Йоркского, и «эта прекрасная идея и воспоминание о месье де Немуре побудили его остановить свой выбор на Вилларе». Замысел не был осуществлен, поскольку принцу указали, что, без всякого повода вызвав человека на дуэль, он себя опозорит, а не прославит. Позднее Конти проникся доверием к Виллару, ставшему посредником в переговорах о его бракосочетании с племянницей кардинала Мазарини.

Виллар сделался наперсником обоих супругов и связующим звеном между ними и кардиналом, не утратив при этом ни проницательности, ни порядочности. Все это весьма упрочило его положение в свете и среди людей, настолько превосходивших его знатностью, что, хотя фортуна и вознесла его достаточно высоко, он никогда не забывал о своем низком происхождении. Красивая внешность обеспечила ему благосклонность дам. Он был любезен и скромен, что сослужило ему немалую службу. Он понравился мадам Скаррон, и та, даже на долгие годы вознесенная на вершину трона, не забывала тех дружески-интимных услуг, кои он некогда ей оказывал. Виллар был посланником при дворах немецких и итальянских государей, затем послом в Савойе, Дании и Испании, всюду преуспел, всюду пользовался любовью и уважением. Позже он получил должность государственного советника от дворянства шпаги и в 1688 году, к позору для Ордена Святого Духа, стал его кавалером. Супруга его, сестра отца маршала де Бельфона, была исключительно умна, жизнерадостна, остроумна, а нередко и язвительна; оба они были очень бедны, но неизменно находились при дворе, где у них было множество друзей, и друзей весьма влиятельных.— Сен-Симон Л де. Мемуары (1691—1701). — М., 2007. — С. 34
Маркиз де Виллар описал свое пребывание в Испании; его рукопись попала в руки мадам д’Онуа, использовавшую ее в своих «Воспоминаниях об Испанском дворе» (Mémoires de la cour d'Espagne) и «Записках о путешествии в Испанию» (Relations du voyage d'Espagne). В 1783 году его сочинение было издано в Париже под названием «Воспоминания об Испанском дворе с 1679 по 1681 год» (Mémoires de la cour d'Espagne, depuis l'année 1679 jusqu'en 1681).

## Семья
Жена (контракт 24.01.1651): Мари Жиго де Бельфон (ок. 1624—24.06.1706), дочь Бернардена Жиго, сеньора де Бельфона, губернатора Кана и Валони, и Жанны оз Эполь де Сент-Мари
Дети:
- герцог Клод-Луи-Эктор. Жена (31.01.1792): Жанна-Анжелика Рок де Варанвиль, придворная дама королевы, дочь Жака Рока, сеньора де Варанвиля, и Шарлотты-Анжелики Куртен
- Анри-Феликс (ум. 10.1691), аббат Сонтье в Аргоннах, генеральный агент духовенства Франции
- Арман (ум. 19.08.1712), называемый графом де Вилларом, генерал-лейтенант
- Тереза. Муж (контракт 22.06.1677): Жан де Фрета, сеньор де Буасьё
- Мари-Луиза (11.02.1699): Франсуа-Элеонор де Шуазёль-Трав, полковник кавалерии, бригадир
- Лоранс-Элеонора (р. 11.05.1665). Замужем не была
- Шарлотта. Муж: Луи де Вогюэ, сеньор де Гурдон
- Аньес (ок. 1644—17.09.1723), аббатиса королевского аббатства Шель (1707—1719)